# Ligaria denticollis
Ligaria denticollis es una especie de mantis de la familia Mantidae.

## Distribución geográfica
Se encuentra en Etiopía y Tanzania.